# کتلین ام. هیگینز
کاتلین ماری هیگینز (متولد ۱۹۵۴) فیلسوف آمریکایی و استاد دانشگاه تگزاس در آستین است. او بیش از سی سال است در این دانشگاه تدریس می‌کند. وی در زیبایی‌شناسی، فلسفه موسیقی، فلسفه قاره قرن نوزدهم و بیستم و فلسفه احساسات تخصص دارد.